# Maxxine Dupri
Sydney Jeannine Zmrzel, meglio conosciuta come Maxxine Dupri (Loomis, 19 maggio 1997), è una wrestler statunitense sotto contratto con la WWE.

## Biografia
Zmrzel iniziò la carriera come cheerleader per i Los Angeles Rams. Era anche stata una ballerina per i Phoenix Suns.

## Carriera nel wrestling

### WWE (2021–presente)

#### Valletta (2021–2023)
Nell'agosto del 2021 partecipò ai tryout della WWE a Las Vegas, firmando poi con la federazione e venendo mandata nel territorio di sviluppo di NXT venendo affiancata a Robert Stone e Von Wagner come "Sofia Cromwell".
Nella puntata di SmackDown del 22 luglio 2022 apparve come "Maxxine Dupri", sorella di Max Dupri, come manager della Maximum Male Models; quando il fratello lasciò la stable, il 30 settembre, Maxxine Dupri divenne la manager.

#### Alpha Academy (2023–2024)
Dopo essere passata a Raw, cercò di ingraziarsi Otis per spingerlo ad unirsi alla Maximum Male Models, ma alla fine si unì all'Alpha Academy facendosi allenare da Chad Gable.
Debuttò sul ring nella puntata di Raw del 31 luglio sconfiggendo Valhalla, nel corso della rivalità tra l'Alpha Academy e i Viking Raiders. Nella puntata di Raw del 20 novembre Dupri e Ivy Nile parteciparono ad un fatal four-way tag team match insieme a Natalya e Tegan Nox, Kayden Carter e Katana Chance e Candice LeRae e Indi Hartwell per determinare le sfidanti al Women's Tag Team Championship di Chelsea Green e Piper Niven ma il match venne vinto da Natalya e Nox.
Il 27 gennaio, a Royal Rumble, partecipò all'omonimo incontro entrando col numero 18 ma venne eliminata da Bayley. Intorno allo stesso periodo, Gable effettuò un turn heel dopo aver fallito diversi tentativi di conquistare il titolo Intercontinentale. Dopo settimane di umiliazioni e rimproveri da parte di Gable nei confronti del resto dei membri della stable, il 17 giugno 2024 Dupri, Otis ed Akira Tozawa lasciarono l'Alpha Academy durante una puntata di Raw.

## Personaggio

### Mosse finali
- Air Maxxine (Diving crossbody)[11]
- Arm drag[11]

## Titoli e riconoscimenti
- Wrestling Observer Newsletter
  - Worst Gimmick (2022) - come parte della Maximum Male Models[12][13]